# Ekevattnet
Ekevattnet är en sjö i Färgelanda kommun i Dalsland och ingår i Örekilsälvens huvudavrinningsområde. Sjöns area är 0,015 kvadratkilometer och den är belägen 160 meter över havet.